# Alopecosa fuerteventurensis
Alopecosa fuerteventurensis là một loài nhện trong họ Lycosidae.
Loài này thuộc chi Alopecosa. Alopecosa fuerteventurensis được Jörg Wunderlich miêu tả năm 1992.